# Allasuolu (ö i Finland, Lappland, Norra Lappland, lat 69,39, long 27,87)
Allasuolu (enaresamiska), nordsamiska: Ollâsuálui, är en ö i Finland. Den ligger i sjön Pautujärvi och i kommunen Enare i den ekonomiska regionen Norra Lappland och landskapet Lappland, i den norra delen av landet, 1 000 km norr om huvudstaden Helsingfors. Öns area är 0,7 hektar och dess största längd är 110 meter i nord-sydlig riktning.